# Idaea flaveolaria
Idaea flaveolaria ist ein Schmetterling (Nachtfalter) aus der Familie der Spanner (Geometridae).

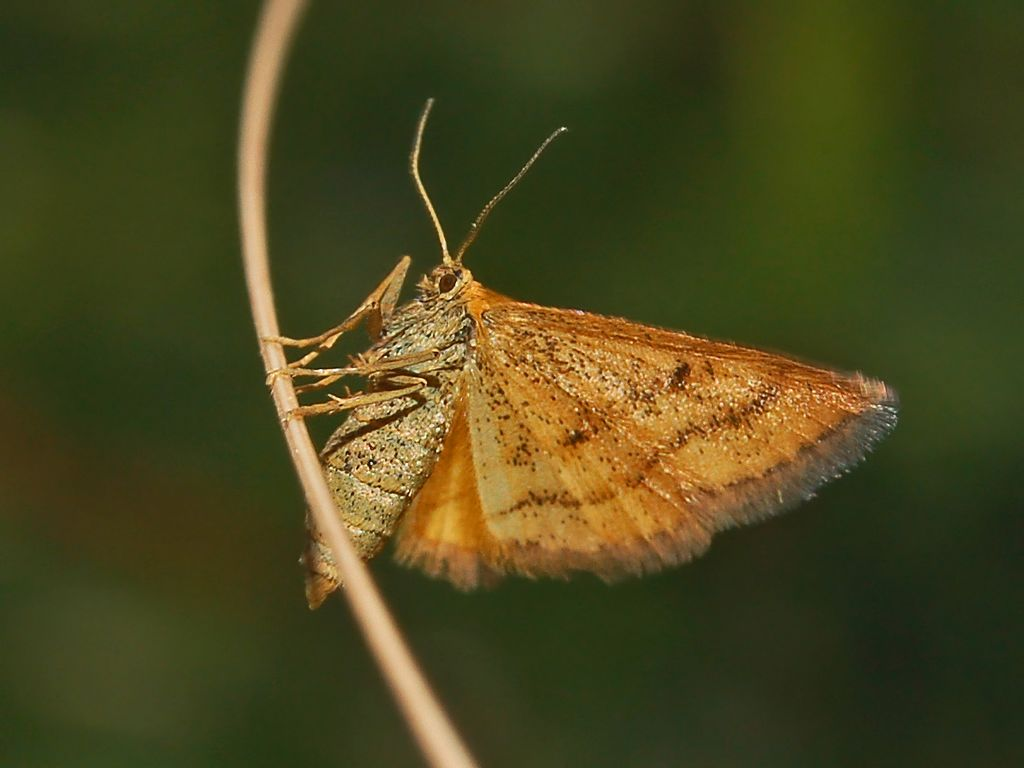
Unterseite von Idaea flaveolaria

## Merkmale

### Falter
Die Flügelspannweite der Falter beträgt 12 bis 14 Millimeter bei den Weibchen sowie 14 bis 18 Millimeter bei den Männchen. Die Grundfarbe der Flügel zeigt zumeist kräftig orange Tönungen. Auf den Vorder- und Hinterflügeln befinden sich zwei graue Querlinien, die bezüglich ihrer Intensität schwanken können und oftmals undeutlich ausgebildet sind. Deutlicher sind die Querlinien auf der Unterseite der Flügel zu erkennen, die außerdem schwärzliche Diskalflecke zeigen. Der Saumrand hebt sich dunkel ab, die Fransen sind schwärzlich.

### Ei, Raupe
Das Ei ist elliptisch geformt und mit einem dichten polygonalen Netzwerk überzogen.
Die lehmgelben oder dunkel erdfarbigen Raupen wirken gedrungen und verjüngen sich gegen den Vorderteil, wo sich auch einige Querfalten befinden. Ihre helle Rückenlinie ist beidseitig braun eingefasst. Die leicht gewellten Nebenrückenlinien sind ebenfalls braun. Sehr schmal sind die blassen Seitenstreifen. Die Stigmen sind weißlich und lassen unter dem zweiten bis sechsten Segment je einen großen braunen Fleck erkennen.

### Ähnliche Arten
Der Goldgelbe Magerrasen-Zwergspanner (Idaea aureolaria) sowie Idaea luteolaria und Cleta filacearia unterscheiden sich alle von Idaea flaveolaria durch die schwächer ausgeprägte orange oder gelbe Färbung.

## Geographische Verbreitung und Vorkommen
Idaea flaveolaria ist insbesondere in den Südalpen anzutreffen. Lokale Vorkommen im Apennin und in Spanien bedürfen einer Bestätigung. Die Art kommt außerdem in der Ukraine, Russland, der Türkei, Transkaukasien und dem Iran vor. In den Zentralalpen steigt sie bis auf 1800 Meter. Sie bevorzugt warme, trockene Hänge und Magerrasenflächen.

## Lebensweise
Die Falter bilden eine Generation von Juni bis August. Sie fliegen gerne am Tage, insbesondere die Männchen.  Die Weibchen sind flugträge. Dies ist auch auf die kleinere Flügelspannweite zurückzuführen. Als Nahrungspflanzen der polyphagen Raupen dienen verschiedene niedrige Pflanzen. Die Raupen überwintern.